# Psicomotricidade

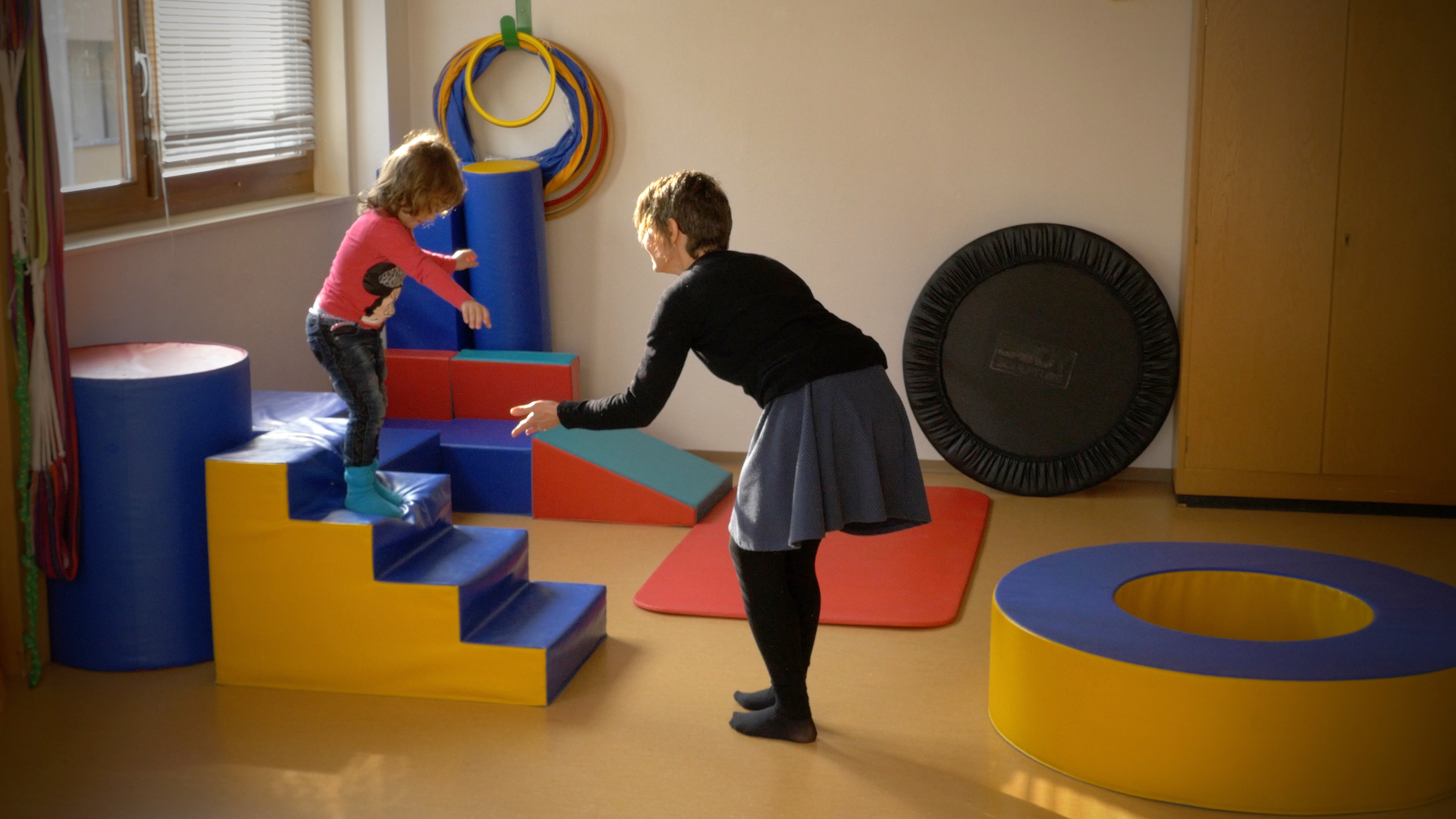
Uma sessão de psicomotricidade. Imagem do filme de Fernand Melgar "À l'école des Philosophes".

Psicomotricidade é a ciência que tem como objeto de estudo o ser humano através do seu corpo em movimento e em relação ao seu mundo interno e externo.
Está relacionada ao processo de maturação, onde o corpo é a origem das aquisições cognitivas, afetivas e orgânicas. É sustentada por três conhecimentos básicos: o movimento, o intelecto e o afeto.

## Definições
Psicomotricidade, portanto, é um termo empregado para uma concepção de movimento organizado e integrado, em função das experiências vividas pelo sujeito cuja ação é resultante de sua individualidade, sua linguagem e sua socialização.”
(Sociedade Brasileira de Psicomotricidade)
“A Psicomotricidade baseia-se em uma concepção unificada da pessoa, que inclui as interações cognitivas, sensoriomotoras e psíquicas na compreensão das capacidades de ser e de expressar-se, a partir do movimento, em um contexto psicossocial. Ela se constitui por um conjunto de conhecimentos psicológicos, fisiológicos, antropológicos e relacionais que permitem, utilizando o corpo como mediador, abordar o ato motor humano com o intento de favorecer a integração deste sujeito consigo e com o mundo dos objetos e outros sujeitos.”
(Costa,2002)
“Em razão de seu próprio objeto de estudo, isto é, o indivíduo humano e suas relações com o corpo, a Psicomotricidade é uma ciência encruzilhada... que utiliza as aquisições de numerosas ciências constituídas (biologia, psicologia, psicanálise, sociologia, linguística...) Em sua prática empenha-se em deslocar a problemática cartesiana e reformular as relações entre alma e corpo: O homem é seu corpo e NÃO - O homem e seu corpo”.
(Jean-Claude Coste, 1981)
A psicomotricidade pode também ser definida como o campo transdisciplinar que estuda e investiga as relações e as influências recíprocas e sistémicas entre o psiquismo e a motricidade.
Baseada numa visão holística do ser humano, a psicomotricidade encara de forma integrada as funções cognitivas, sócio-emocionais, simbólicas, psicolinguísticas e motoras, promovendo a capacidade de ser e agir num contexto psicossocial. A psicomotricidade possui as linhas de atuação educativa, reeducativa, terapêutica, relacional, aquática e ramain.

## História
No início do século XX, o neurologista Ernest Dupré destacou as relações entre anormalidades neurológicas e psíquicas com anormalidades motoras. Esse médico foi o primeiro a usar o termo "psicomotricidade" e a descrever distúrbios do desenvolvimento psicomotor como fraqueza motora. Mais tarde, na neuropsiquiatria infantil, suas ideias se desenvolveram com grande profusão.
O psicólogo e pesquisador francês Henri Wallon observou as habilidades psicomotoras como a conexão entre o psíquico e o motor. Levantou a importância do movimento para o desenvolvimento da psique infantil e, portanto, para a construção de seu esquema e imagem corporal. De acordo com Wallon as habilidades psíquicas e motoras representam a expressão das relações do sujeito com o meio ambiente, e até mesmo diz: 
"Nada na criança mais que seu corpo como uma expressão de sua psique." H. Wallon, Obra
Julian de Ajuriaguerra e sua escola psicomotora desenvolvida no Hospital Henri Rousselle representam uma abordagem que enfatiza a relação do tônus muscular com habilidades motoras. Segundo seus estudos, a análise dos processos de interação na família, na escola e na sociedade permitiria compreender que a doença mental, apesar das condições biológicas, é um processo que encontra seu significado no contexto das relações.

## Indicações
Quanto à incidência:
- Corporal: dispraxia, desarmonia tónico-emocional, instabilidade postural, perturbações do esquema corporal e da lateralidade, estruturação espacial e temporal, perturbações da imagem corporal, problemas psicossomáticos.
- Relacional: dificuldades de comunicação e de contato, inibição, hiperatividade, agressividade, limite, afetividade etc.
- Cognitiva: no plano do processamento informacional: défices de atenção, de memória, de organização perceptiva, simbólica e conceptual.
- Educativa: na propedêutica das aprendizagens escolares e no afinamento das praxias coordenativas.
- Aquática: na propedêutica das dificuldades físico-afetivas, onde o espaço aquático proporciona uma contenção natural do corpo que sente, fala e se comunica.

A psicomotricidade relacional foi criada em França por André e Anne Lapierre, trata-se de uma ferramenta que investe não em dificuldades e sintomas, mas em possibilidades de crescimento e de aperfeiçoamento em que o sujeito potencializa a capacidade de desenvolver globalmente sua personalidade. No Brasil esta prática é amplamente divulgada por Leopoldo Vieira, Isabel Bellaguarda, Ibrahim Danyalgil Junior entre outros profissionais.

## Por país

### Portugal
As linhas reeducativa e terapêutica, que nem sempre se distinguem facilmente, têm constituído, entre nós, as mais relevantes aplicações dos princípios psicomotores que vêm a ser estudados através da licenciatura na Faculdade de Motricidade Humana da Universidade de Lisboa, na Universidade de Évora e na Universidade de Trás-os-Montes e Alto Douro (Vila Real).
Estão ainda disponíveis formações na área no nível de Mestrado em Reabilitação Psicomotora da Faculdade de Motricidade Humana e Mestrado em Psicomotricidade da Universidade de Évora, entre outros cursos pós-graduados existentes nos três estabelecimentos de ensino.
A linha educativa foi a primeira direcção histórica do método Psico-Cinético de Educação pelo Movimento, de Jean Le Boulch, constituindo a génese da psicomotricidade, e tem sido menosprezada mesmo na sua dimensão de propedêutica das primeiras aprendizagens escolares, apesar de ter sido consagrada no ensino primário em Portugal, como disciplina curricular, entre 1974 e 1980, com as designações, primeiro, de Trabalhos Preparatórios Iniciais e, depois, de Actividades Iniciais.

### Brasil
Na década de 1970 a Psicomotricidade, que já tinha sido introduzida no Brasil através dos profissionais que traziam informações da Europa, desde o final da década de 1960, eclode definitivamente. As práticas se voltavam para a 'Reeducação' e 'Educação' Psicomotora.
Em 1976, com a estada de Françoise Désobeau, introduziu-se uma nova ótica, denominada 'Terapia Psicomotora'que propunha a substituição das técnicas instrumentais por atividades livres, valorizando o jogo e o brincar.
Em 1980 é fundada a Sociedade Brasileira de Psicomotricidade, com apoio de Françoise Désobeau, presidente da Sociedade Internacional de Terapia Psicomotora, nesta época. Com os variados encontros e congressos, a SBP proporcionou a disseminação da Psicomotricidade e o surgimento de um curso de graduação e vários de pós-graduação.
A partir daí surgem linhas originais, desenvolvidas por profissionais brasileiros: GACT (Beatriz Saboya); Terapia Psicomotora (Regina Morizot); Psicomotricidade Sistêmica (Rosa Prista); Sociopsicomotricidade Ramain-Thiers (Solange Thiers);Psicomotricidade Relacional (Leopoldo Vieira); Psicomotricidade Relacional Somática (Daniel Benchimol e Marina Sá); Transpsicomotricidade Educacional e Clínica (Eduardo Costa); Psicomotricidade Aquática (Jocian Bueno); Psicomotricidade Agathon (Ethelvina França e Vânia Belli); Psicomotricidade Heurística Educacional e Clínica (Martha Lovisaro, também  fundadora da  Transpsimotricidade);  Curumim - Formação em Educação Psicomotora (Ricardo CLS. Alves e Sabrina Toledo), Formação AIÓN de Psicomotricidade Educacional e Clínica( Marcelo Antunes),  quernaram formações.
Em abril de 2012, na XXXVI AGOE da Sociedade Brasileira de Psicomotricidade (SBP), foi instituído o Dia do Psicomotricista no Brasil, 19 de abril, data da fundação da SBP.